# Pongrácz-kastély
A Pongrácz-kastély Paloznak egyik nevezetessége, a Mandula utcában található.

## Története
A kastélyt valószínűleg az 1700-as évek második felében építették barokk stílusban. Eredeti állapotában 1860-ig maradt fent, akkor átépítették és bővítették. Az épületet 1894-ben szentmiklósi és óvári gróf Pongrácz család sarja, gróf Pongrácz Jenő koronaügyész vásárolta meg. A ház mediterrán stílusú felújítását, javítását 1927-ben végezték. A ház igen nagy méretű pincével rendelkezik, amelyből rejtett csigalépcső vezet a felső lakószintre egy  falszekrénynek álcázott kis helyiségbe.
A ház a második világháború végén lakatlanul állt, az orosz csapatok kifosztották, még az 1950-es évek elején munkásszálló is volt. Annyira tönkrement, hogy a felújítását a Pongrácz örökösök nem tudták megfizetni, a leromlott állapotú házat el kellett adniuk. Az új tulajdonos Márffy István a munkákat az 1970-es évektől végezteti, a felújítás napjainkban is tart. A kastély mellett van egy kisebb méretű épület is az úgynevezett "kis ház", vagy vincellérház, mely Paloznak legrégebbi épülete, az 1600-as évek végéről való.
Márffy István a háromszintes romos épületet 1978-ban vette meg, miután felfedezte Paloznakot. Beleszeretett a tájba és kihívást jelentett számára a lerobbant épület felújítása, amelyet 340 000 forintért vásárolt meg. Mivel szakmája képzőművész, a felújítást is aprólékos gonddal, a régiségek, műtárgyak beszerzésével végezte. Restaurátor fiával minden egyes bútort külön szereztek be és újítottak fel. Az épületben reneszánsz lovagterem, barokk kápolna, szalonok találhatók.